# Castell d'Esparreguera (Seva)
El Castell d'Esparreguera queda dins el municipi de Seva (Osona), en un enclavament, entre els municipis del Brull, Aiguafreda, Centelles i els Hostalets de Balenyà, vers el nord-est del terme municipal, vora el límit amb el de Centelles i a ponent de la urbanització del Muntanyà. Aquest castell figura situat en el mapa del Servei de l'Exèrcit 1:50.000, editat pel Consejo Superior Geográfico, full 364-M781.
Queden alts murs del casal quadrat. Obra romànica del segle xii prop un mas fet sobre l'antiga capella del casal. La seva planta és rectangular, amb un muralla de tancament exterior, que s'adapta al perímetre del turó damunt del qual s'assenta. Es conserven en alçada variable les restes dels murs de tancament perimetrals, estructures interiors i la muralla de tancamenet exterior. La resta de murs i estructures es conserven al subsòl. El casal és format per una planta quadrangular de 14 m aproximats per cada costat. L'aparell dels murs és construït amb carrerons desbastats disposats en filades uniformes i regulars formant murs de gairebé un metre d'amplada. Les façanes contenen un seguit d'espitlleres a la planta baixa.
Casa forta. Documentada el 1201. L'any 1984 amb les fortes pluges s'ensorraren alguns dels fragments de parets de la casa forta.

## Història del conjunt
El terme de Seva és ja documentat el 904, quan Servand i la seva muller Guisila donaren a Sant Pere de Vic unes cases i unes terres situades al comtat d'Osona, al terme de Seva. El castell del Brull no aparegué com a tal fins al 1070, quan el vescomte d'Osona-Cardona, Ramon Folc, i la seva muller, la comtessa Ermessenda, encomanaren a Guillem Umbert de les Agudes el castell de Sant Martí amb la castlania.
La primera notícia de la domus d'Esparreguera es produeix l'any 1201, quan Ramon d'Esparreguera jurà a Guillem I de Cardona i als seus que de la seva domus d'Esparreguera, que estava en el castell del Brull, no els faria cap mal; el vescomte, per la seva banda, es comprometia a defensar-lo sempre. Els Esparreguera seran substituïts posteriorment pels Vilanova, castlans menors del castell de Centelles.

## L'edifici
De l'edifici antic resten unes importants ruïnes que van caient per manca de consolidació i que denoten la importància que tenia el casal residencial i a la vegada defensiu, bé que mai no fou un castell, com la veu popular hi ha atribuït.
Actualment resta una part del mur de llevant i una part del mur nord ben lligat amb el de ponent que es manté fins al primir sostre. La planta del casal pròpiament dit és gairebé quadrada. Fa 14,97 x 14,35 m i és envoltada de muralles a les cares de llevant, de migjorn i de ponent, i un espadat de roca a tramuntana. L'aparell dels murs ha estat construït amb
carreus desbastats, disposats en filades uniformes formant un mur de 94 cm de gruix. A l'interior s'observen en el mur de ponent un seguit de mènsules de pedra que suportarien les bigues i un forjat. També un portal i una finestra amb llindes de roure que es repeteix al mur de llevant. Des de l'exterior a la façana oest hi ha un seguit d'espitlleres molt juntes dels baixos del castell. D'altres espitlleres estan repartides a tot el llarg de la façana, algunes imperceptibles des de l'exterior però totes visibles des de l'interior.
Es veuen bé les arrencades i els fonaments de les cares de llevant i tramuntana així com les muralles enderrocades dels voltants de les cares de llevant, migjorn i ponent. L'estructura
interior del casal ens és avui desconeguda a causa de l'estat de les ruïnes, les quals només
dibuixen el seu perímetre. Una completa campanya arqueològica permetria l'aclariment dels dubtes que planteja, com el de la seva cronologia, la qual, per l'estructura de l'aparell, podria ser situada dintre la segona meitat del segle xi.